# Humiriaceae

A família Humiriaceae compreende 8 gêneros e 63 espécies distribuídas entre arbustos e árvores. Pertence à ordem das Malpighiales e tem sua distribuição geográfica principalmente nos trópicos, compreendendo as Américas do sul e central e a região ocidental da África. No Brasil, apresenta ampla distribuição territorial, se estendendo em diferentes biomas brasileiros, sendo o de maior prevalência na Amazônia na qual ocorrem 50% das espécies. Apresenta folhas simples, alternas, flores hermafroditas e fruto do tipo drupa.

## Gêneros
| - Duckesia - Endopleura - Hylocarpa - Humiria | - Humiriastrum - Sacoglottis - Schistostemon - Vantanea |

## Morfologia
Humiriaceae é uma família de angiospermas (plantas com flor) pertencente à ordem Malpighiales, que contém 8 gêneros. São árvores ou arbustos, com folhas simples, alternas, coriáceas a subcoriáceas, margem inteira, crenada a levemente serrada, peciolada ou raramente séssil e com glândulas pontuadas próximas à margem na face abaxial. Possuem inflorescências axilares, pseudoterminais ou raramente terminais, em panículas; pedicelos curtos e articulados; brácteas e bractéolas pequenas, persistentes ou decíduas.
Suas flores são hermafroditas e actinomorfas, possuem 5 sépalas e 5 pétalas, com 3 ou 5 nervuras. São oblongas, lineares ou oblongo-lanceoladas, com coloração branca, esverdeada, amarelada ou raramente vermelho, roxo ou rosa. Possuem 10 ou mais estames, gineceu sincárpico, 5 carpelos, ou, raramente, 4,6 ou 7; ovário ovóide ou elipse. Seu fruto é do tipo drupa com exocarpo carnoso fibroso e endocarpo lenhoso, muito rígido, preenchido com muitas cavidades; comumente com 1–2 (raramente 3, 4 ou 5) sementes desenvolvidas por fruto. Sementes oblongas, geralmente aderidas ao endocarpo.

## Lista de espécies no Brasil
- Duckesia verrucosa (Ducke) Cuatrec
- Endopleura uchi (Huber) Cuatrec
- Humiria balsamifera (Aubl.) A.St.-Hil
- Humiria balsamifera var. coriacea Cuatrec
- Humiria balsamifera var. floribunda (Mart.) Cuatrec
- Humiria balsamifera var. guianensis (Benth.) Cuatrec
- Humiria balsamifera var. laurina (Urb.) Cuatrec
- Humiria balsamifera var. minarum Cuatrec
- Humiria balsamifera var. parvifolia (Juss.) Cuatr
- Humiria balsamifera var. savannarum (Gleason) Cuatr
- Humiria balsamifera var. stenocarpa Cuatrec
- Humiria balsamifera var. subsessilis (Urb.) Cuatrec
- Humiria crassifolia Mart. ex Urb
- Humiria wurdackii Cuatrec
- Humiriastrum cuspidatum (Benth.) Cuatrec
- Humiriastrum cuspidatum (Benth.) Cuatrec. var. cuspidatum
- Humiriastrum cuspidatum var. glabriflorum (Ducke) Cuatrec
- Humiriastrum cuspidatum var. subhirtellum Cuatrec
- Humiriastrum dentatum (Casar.) Cuatrec
- Humiriastrum excelsum (Ducke) Cuatrec
- Humiriastrum glaziovii (Urb.) Cuatrec
- Humiriastrum glaziovii (Urb.) Cuatrec. var. glaziovii
- Humiriastrum glaziovii var. angustifolium Cuatrec
- Humiriastrum mussunungense Cuatrec
- Humiriastrum obovatum (Benth.) Cuatrec
- Humiriastrum piraparanenses Cuatrec
- Humiriastrum spiritu-sancti Cuatrec
- Humiriastrum villosum (Fróes) Cuatr
- Hylocarpa heterocarpa (Ducke) Cuatrec
- Sacoglottis amazonica Mart
- Sacoglottis ceratocarpa Ducke
- Sacoglottis cydonioides Cuatrec
- Sacoglottis guianensis Benth
- Sacoglottis guianensis Benth. var. guianensis
- Sacoglottis guianensis var. hispidula Cuatrec
- Sacoglottis guianensis var. maior Ducke
- Sacoglottis mattogrossensis Malme
- Sacoglottis mattogrossensis Malme var. mattogrossensis
- Sacoglottis mattogrossensis var. subintegra (Ducke) Cuatrec
- Sacoglottis oblongifolia (Benth.) Urb
- Sacoglottis obovata (Benth.) Urb.
- Sacoglottis uchi Huber
- Sacoglottis verrucosa (Ducke) Cuatrec
- Sacoglottis villosa Fróes
- Schistostemon dichotomum (Urb.) Cuatrec
- Schistostemon macrophyllum (Benth.) Cuatrec
- Schistostemon oblongifolium (Benth.) Cuatrec
- Schistostemon reticulatum (Ducke) Cuatrec
- Schistostemon reticulatum (Ducke) Cuatrec. subsp. reticulatum
- Schistostemon reticulatum subsp. froesii Cuatrec.
- Schistostemon retusum (Ducke) Cuatrec.
- Vantanea bahiaensis Cuatrec.
- Vantanea celativenia (Standl.) Cuatrec.
- Vantanea compacta (Schnizl.) Cuatrec.
- Vantanea compacta (Schnizl.) Cuatrec. var. compacta
- Vantanea deniseae W.A.Rodrigues
- Vantanea guianensis Aubl.
- Vantanea macrocarpa Ducke
- Vantanea micrantha Ducke
- Vantanea morii Cuatrec.
- Vantanea obovata (Nees & Mart.) Benth.
- Vantanea paraensis Ducke
- Vantanea parviflora Lam.
- Vantanea parviflora Lam. var. parviflora
- Vantanea parviflora var. puberulifolia Cuatrec.
- Vantanea tuberculata Ducke

## Domínios e estados de ocorrência no Brasil
Essas espécies estão presentes nos domínios da Amazônia, Caatinga, Cerrado e Mata Atlântica, nos seguintes estados:
Norte (Acre, Amazonas, Amapá, Pará, Rondônia, Roraima, Tocantins)
Nordeste (Alagoas, Bahia, Ceará, Maranhão, Pernambuco, Piauí, Sergipe)
Centro-Oeste (Distrito Federal, Goiás, Mato Grosso do Sul, Mato Grosso)
Sudeste (Espírito Santo, Minas Gerais, Rio de Janeiro, São Paulo)
Sul (Paraná, Santa Catarina)

## Relações Filogenéticas
A partir de estudos filogenéticos a Huminaceae é uma família inserida na ordem dos Malpighiales que é uma ordem que contém 16.000 espécies divididas em 42 famílias. A Huminaceae tem como grupos irmãos as famílias das Linaceae e Ixonantaceae, sendo essas classificadas filogeneticamente mais próximas. A classificação desta família se deu a partir de uma análise cladística com os dados morfológicos e que foi sustentada por três sinapomorfias. Dentro do gênero é apresentado grupos mais próximos filogeneticamente como Vantanea e Humiria sendo inferidos a partir de análises de dados de sua morfologia e também dados fósseis. Para outras espécies se apresenta uma hipótese de que estão relacionados em forma de clados em pares, como por exemplo, Duckesia e Hylocarpa.